# Trickster
I studiet af myter, folkesagn og religion er en trickster (lurendrejer, drillepind) en gud, gudinde, ånd, helt eller antropomorft dyr, der spiller puds og bryder normale regler og normer for opførsel, som regel med omfattende skader til følge.

## Mytologi
Trickster-guden bryder gudernes og naturens love, nogle gange af ondskabsfuldhed, men som regel med en effekt, der i sidste ende er positiv. Lovbruddene har som regel form af spilopper eller tyveri. Trickstere kan være både snu, tåbelige eller begge dele; de er ofte ganske morsomme, selv når de opfattes som hellige eller som agenter for vigtige kulturelle opgaver.
I mange kulturer, såsom i græske eller nordiske myter, er tricksteren og helten ofte kombineret. I den græske mytologi stjal Prometheus ilden fra guderne, og gav den til mennesket, og er således snarere en kulturel helt end en trickster.
Tricksteren kan ofte ændre form og køn. For eksempel kan Loke, trickster i den nordiske mytologi, skifte køn og endda blive gravid.

## Arketype
Tricksteren er et eksempel på en jungiansk arketype. Narren bruges som tarotkort, og jokeren genfindes i spillekort. I moderne litteratur overlever tricksteren som en arketypisk personlighed, men dog langt fra altid som overnaturlig eller guddommelig.
I folkesagn findes tricksteren som en snu, fordægtig person eller skabning, der forsøger at overleve verdens farer og udfordringer gennem snyd og bedrag. I mange eventyr vælger kongen at finde en mand til sin datter ved at påtvinge bejlerne en række prøvelser. Ingen af de stærke og modige riddere eller prinser klarer prøverne, men til sidst kommer en fattig og simpel bonde. Med snuhed og bedrag i stedet for kamp undgår eller snyder han uhyrer og modstandere, og bliver dermed den usandsynlige kandidat, der overvinder prøvelserne og får præmien. Moderne udgaver af disse er Snurre Snup, Charlie Chaplins vagabond-figur, ånden i Disneys tegnefilm om Aladdin eller hovedpersonens "alter ego" i filmen The Mask med Jim Carrey, hvor referencen til tricksteren gøres eksplicit.